# Луцилла
Луцилла (Анния Аврелия Галерия Луцилла) (лат. Annia Aurelia Galeria Lucilla, ок. 148/150 — 182, Капри) — жена императора Луция Вера, сестра императора Коммода.

## Биография
Луцилла была дочерью императора Марка Аврелия и его жены Фаустины Младшей. В 161 году была помолвлена со сводным братом и соправителем своего отца Луцием Вером, а через три года в Эфесе состоялся брак между ними, Луцилла получила титул августы. В этом браке родилось трое детей: Аврелия Луцилла, Луцилла Плавтия и Луций Вер. Аврелия и Луций умерли в детстве. В 169 году Луций Вер внезапно умер, существует версия об отравлении его Фаустиной Младшей и Луциллой. Вскоре, не выждав конца траура, Марк Аврелий выдал Луциллу за Тиберия Клавдия Помпеяна, оставив при этом ей знаки императорского достоинства, не дававшие, однако, никакой реальной власти.
После смерти в 180 году Марка Аврелия новый император, брат Луциллы Коммод, оставил Луцилле императорские почести. В том же году Луцилла приняла участие в заговоре против Коммода, чтобы власть принадлежала ей и её мужу. Её сообщниками были префект претория Публий Таррутений Патерн, её дочь Плавтия от первого брака, племянник Квинтиана по имени Квинтиан и кузены по отцу - бывший консул Марк Уммидий Квадрат Анниан и его сестра Уммидия Корнифиция Фаустина. Попытка убийства императора была сорвана, Луцилла была сослана на Капри и вскоре убита. Её сын Помпеян был убит позже по приказу Каракаллы.

## Монеты Луциллы
От имени Луциллы чеканились монеты — золотые ауреусы и квинарии, серебряные денарии, латунные сестерции, дупондии и ассы. Имперские монеты чеканил только монетный двор в Риме.
Виды легенд на аверсах монет Луциллы: LVCILLAE AVG ANTONINI AVG F, LVCILLA AVGVSTA. На реверсах помещались изображения Дианы, Конкордии, Пудицитии, Фекундитас, Хиларитас и др..
В Римской империи, кроме имперских монет для всего государства, чеканили и провинциальные. Жёсткий контроль их выпуска со стороны Рима отсутствовал. Для них характерно использование традиционных для провинций номиналов денежных единиц, а также легенда на местном языке, а не на латыни. С именем Луциллы чеканились серебряные тетрадрахмы, драхмы, а также медные монеты, с легендой на греческом языке.

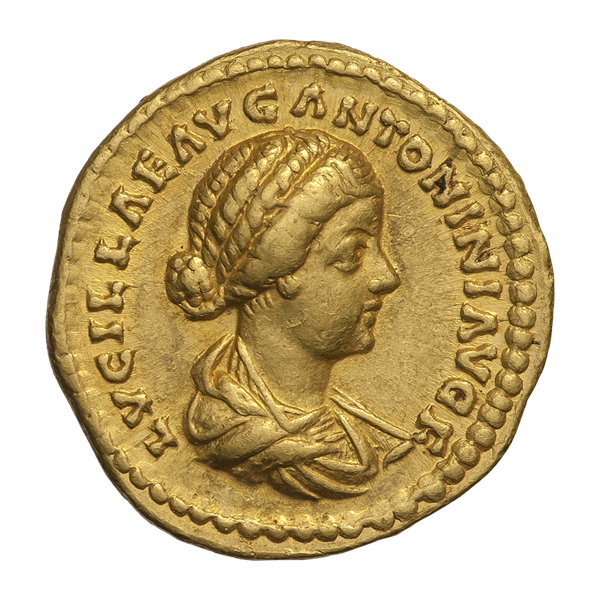
Ауреус, аверс, ок. 164—169 гг.
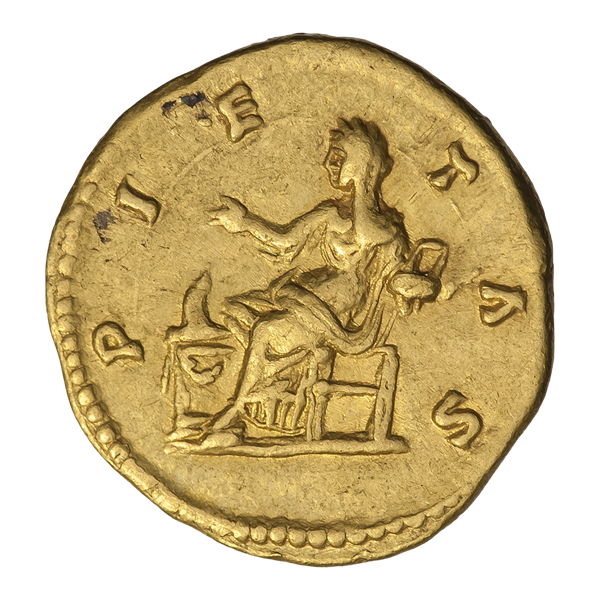
Ауреус, реверс. Пиетас (божество исполнения долга) сидит перед алтарём, легенда  PIETAS
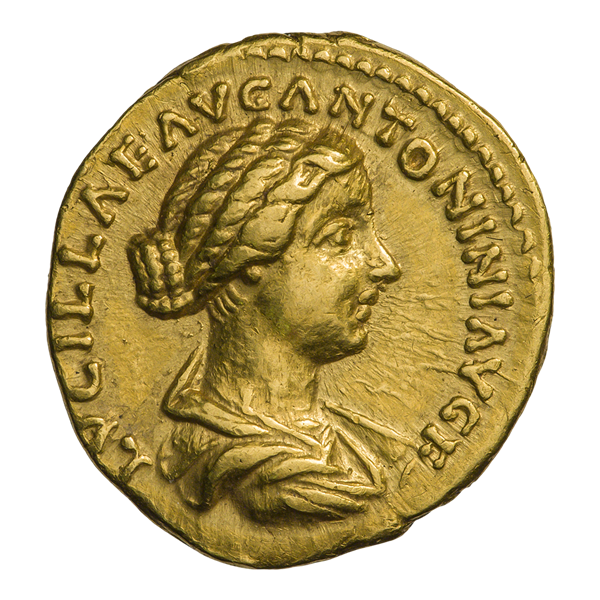
Ауреус, аверс, ок. 164—169 гг.
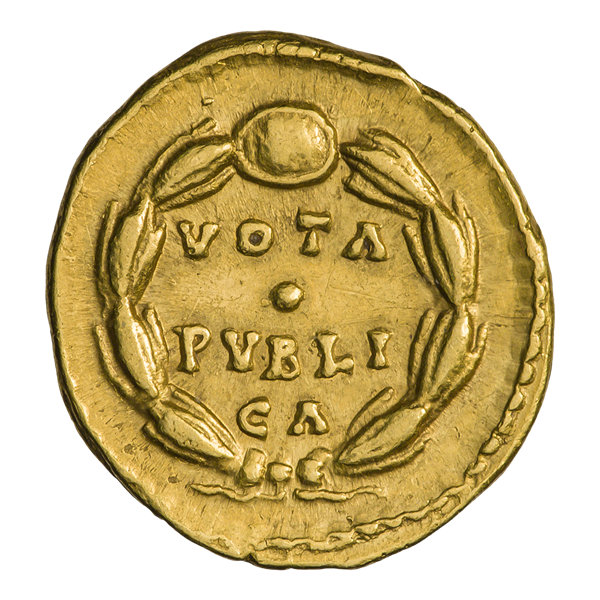
Ауреус, реверс, легенда VOTA PVBLICA
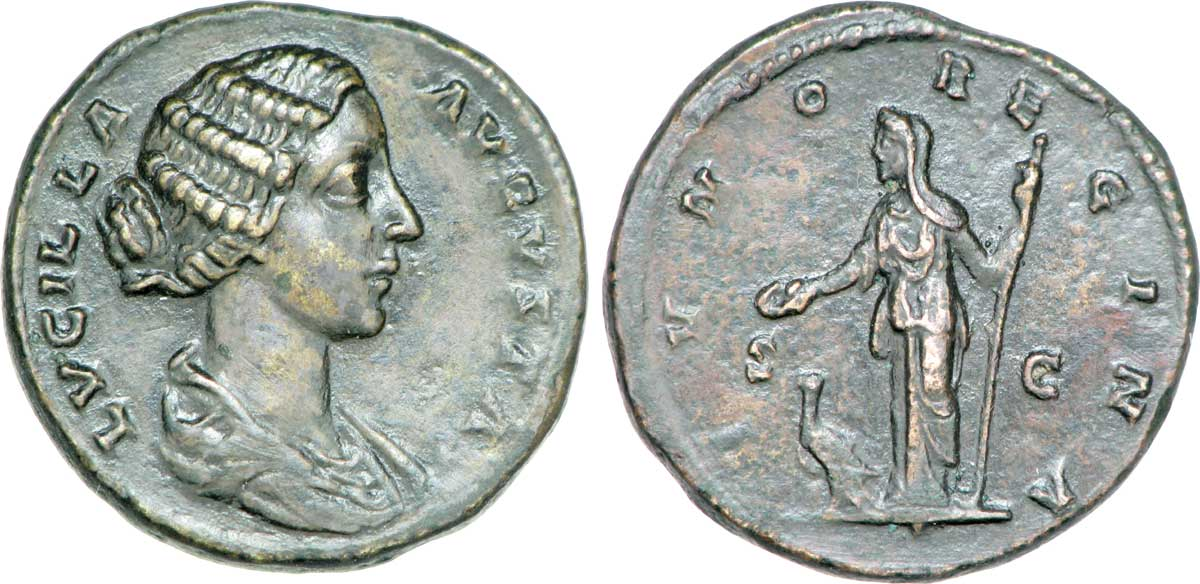
Дупондий, ок 166—169 гг. На реверсе — Юнона с патерой и скипетром, легенда IVNO REGINA

## Образ в культуре
- 1964 — «Падение Римской империи» (США) режиссёра Энтони Манна. Роль Луциллы исполнила Софи Лорен. Кинематографический образ имеет мало общего с историческим.
- 2000 — «Гладиатор» (США, Великобритания) режиссёра Ридли Скотта. Роль Луциллы исполнила Конни Нильсен. Многие важные события фильма не являются историческими.
- 2016 — первый сезон документального сериала «Римская империя: Власть крови[англ.]» (Канада, США). Роль Луциллы исполнила Тай Бердиннер-Блейдс.